# 디홀릭
디홀릭(D.Holic)은 대한민국의 4인조 걸그룹이다. 2014년 싱글 앨범 [D.Holic Dark With Dignity]로 데뷔했다.

## 음반
- D.Holic Dark With Dignity (2014)
- 쫄깃쫄깃 (2015)
- 머피와 샐리 (2015)
- COLOR ME RAD (2016)

## 공연
- 2016 JUMF 전주얼티밋뮤직페스티벌 (2016)

## 수상
- 제23회 대한민국문화연예대상 K-POP 부문 신인상 (2015)
- 더 브라이드 어워즈 2015 신인걸그룹 뉴스타상 (2015)